# Estabilidad del sistema solar

Animación de la órbita de Mercurio.

La estabilidad del sistema solar es una cuestión objeto de numerosas investigaciones en astronomía. Aunque los planetas han permanecido estables desde que son históricamente observados (un plazo muy corto en términos astronómicos), los efectos gravitacionales de unos sobre otros (por aparentemente débiles que parezcan) pueden a muy largo plazo alterar de manera imprevisible su comportamiento.
Por esta razón, se considera que el sistema solar (entre otros sistemas) tiene un comportamiento potencialmente caótico, e incluso los más precisos modelos a largo plazo de sus movimientos orbitales, no son válidos para más de unas cuantas decenas de millones de años.
El sistema solar es estable en períodos muy superiores a la duración de una vida humana, dándose por sentado que ninguno de los planetas va a colisionar con otro o va a ser expulsado del sistema en unos pocos centenares de millones de años, y en consecuencia se considera que la órbita de la Tierra es estable en términos relativos.

## Historia
Desde que Isaac Newton descubrió la ley de la gravitación universal en 1687, matemáticos y astrónomos (como Laplace, Lagrange, Gauss, Poincaré, Kolmogorov, Vladimir Arnold y Jürgen Moser) han buscado evidencias de la estabilidad de los movimientos planetarios, y esta búsqueda ha generado numerosos desarrollos matemáticos, y varias 'pruebas' sucesivas sobre la estabilidad del sistema solar.
Esta cuestión adquirió especial relevancia entre la comunidad científica cuando a finales del siglo XIX, el rey Óscar II de Suecia estableció un premio para quien pudiese encontrar la solución al problema. El premio fue otorgado al matemático francés Henri Poincaré. Curiosamente, no solucionó el problema original, pero su trabajo contenía muchas ideas importantes que sentaron las bases del desarrollo de la teoría del caos.
Como se detalla más adelante, la utilización de superordenadores a partir de los años 1970 para intentar resolver esta pregunta, ha confirmado lo que Poincaré ya había vislumbrado en sus trabajos: que la complejidad del sistema, y su dependencia a largo plazo de mínimos cambios en las condiciones iniciales, no permite pronosticar con seguridad su estabilidad a muy largo plazo (del orden de decenas o centenares de millones de años). Sin embargo, para horizontes menos ambiciosos, todas las evidencias teóricas conducen a poder asegurar la estabilidad del sistema solar.

## Visión general y retos
Las órbitas de los planetas están abiertas a variaciones a muy largo plazo, y la modelización del sistema solar está sujeta al problema de los n cuerpos.

### Resonancia

Gráfico mostrando la distribución de los objetos del cinturón de Kuiper según su distancia al Sol (en AU)

El fenómeno de resonancia se produce cuando los periodos orbitales de dos cuerpos astronómicos guardan entre sí una proporción numérica sencilla. El parámetro más importante del movimiento de un cuerpo en un sistema planetario es precisamente su período orbital, y las resonancias orbitales están extendidas por todo el sistema solar. En 1867, el astrónomo estadounidense Daniel Kirkwood descubrió que los  cuerpos del cinturón de asteroides no están distribuidos aleatoriamente. Existen distintas zonas vacías en el cinturón en posiciones en resonancia con Júpiter. Por ejemplo, no había ningún asteroide según la relación de resonancia 3:1 (a una distancia de 2,5 UA) o en la relación 2:1 (a 3,3 unidades astronómicas).
Otra forma común de resonancia en el sistema solar se produce en algunos cuerpos cuyo periodo de rotación (el tiempo que tardan en dar una vuelta sobre su eje) tiene una relación numérica sencilla con respecto a su periodo orbital. Un conocido ejemplo de este fenómeno de sincronización es la Luna, cuyo periodo de rotación guarda la relación 1:1 con su periodo orbital, lo que hace que su cara oculta no pueda ser observada desde la Tierra.

### Predictibilidad
Las órbitas de los planetas son caóticas a lo largo de grandes escalas de tiempo, del mismo modo que el sistema solar entero posee un período de Lyapunov comprendido entre 2 y 230 millones de años. En todos los casos, esto significa que es imposible pronosticar con una mínima certeza la posición de un planeta a lo largo de su órbita (como por ejemplo el tiempo en invierno y en verano son inciertos), y en algunos casos las órbitas pueden modificarse drásticamente. Tal caos se manifiesta de forma más evidente con cambios en la excentricidad de las órbitas de algunos planetas, que significativamente pasarían a ser más o menos elípticas.
En los cálculos intervienen factores difícilmente cuantificables; como los asteroides; el momento cuadrupolar del sol; la pérdida de masa del sol a través de la radiación y del viento solar, y de su efecto de arrastre sobre las magnetosferas planetarias; las fuerzas de marea galácticas; el efecto de fraccionamiento; y el efecto del acercamiento a otras estrellas.
Además, las ecuaciones del movimiento describen un proceso que se debe calcular inherentemente en serie, por lo que no se obtiene una mejora significativa de la utilización masiva de ordenadores en paralelo.

## Escenarios

### Resonancia Neptuno-Plutón
El sistema Neptuno-Plutón presenta una resonancia orbital 3:2.  C.J. Cohen y E.C. Hubbard, descubrieron este hecho en la Naval Surface Warfare Center Dahlgren Division en 1965. A pesar de que la resonancia se mantendrá estable a corto plazo, provoca que sea imposible calcular la posición de Plutón con un mínimo grado de exactitud, cuando la incertidumbre en la posición crece en un factor e con cada período de Lyapunov, que para Plutón está comprendido entre los próximos 10 y 20 millones de años.
Así, en la escala de tiempo de centenares de millones de años, la fase orbital de Plutón se hace imposible de determinar, incluso si la órbita de Plutón fuese perfectamente estable durante un plazo de 10 millones de años (Ito y Tanikawa 2002, MNRAS).

### Resonancia de las lunas jovianas
La luna de Júpiter Io tiene un periodo orbital de 1769 días, casi la mitad que el del siguiente satélite, Europa (3551 días). Se hallan en una relación de resonancia orbital de  2:1. Este hecho particular tiene consecuencias importantes porque la gravedad de Europa perturba la órbita de Io. Cuando Io se mueve más cercano a Júpiter y después más lejos en el curso de su órbita, experimenta un efecto significativo de marea que acentúa su actividad volcánica. Europa también está en resonancia 2:1 con Ganímedes, el satélite siguiente.

### Resonancia 1:1 de la precesión del perihelio de Mercurio-Júpiter
El planeta Mercurio es especialmente susceptible a la influencia de Júpiter debido a una pequeña coincidencia astronómica: el perihelio de Mercurio, el punto donde se acerca más al Sol, se desplaza a razón de aproximadamente 1,5 grados cada 1000 años, y el de Júpiter se desplaza solo un poco más lento. A partir de un punto, los dos pueden quedar sincronizados, por lo que los tirones gravitacionales constantes de Júpiter acumulados durante mucho tiempo, sacarían a Mercurio fuera de su órbita, lo que podría expulsarlo del sistema solar, o bien hacer que entrara en un curso de colisión con Venus, el Sol, o la Tierra con un 1–2% de probabilidad en los 3000 o 4000 millones de años próximos.

### Caos de procesos geológicos
Otro ejemplo es la oblicuidad del eje de rotación terrestre respecto a la eclíptica, que debido a la fricción interna dentro del manto por el efecto de interacción gravitatoria con la Luna, pasó a ser caótica en algún momento hace entre 1500 y 4500 millones de años.

## Estudios

### LONGSTOP
El Proyecto LONGSTOP (Long-term Gravitational Study of the Outer Planets) fue un consorcio internacional sobre la dinámica del sistema solar, organizado en 1982 y dirigido por Archie Roy. Implicó la creación de un modelo en un superordenador, integrando las órbitas (únicamente) de los planetas exteriores. Sus resultados revelaron varios intercambios curiosos de energía entre los planetas exteriores, pero ninguna señal significativa de inestabilidad.

### Digital Orrery
Otro proyecto implicó la modelización de un Planetario Digital (Digital Orrery), trabajo liderado por Gerry Sussman y su grupo del MIT en 1988. El grupo utilizó un superordenador para integrar las órbitas de los planetas exteriores para los próximos 845 millones de años (un 20% de la edad del sistema solar). En 1988, Sussman y Wisdom encontraron utilizando su Planetario Digital señales de comportamiento caótico de la órbita de Plutón, debidas en parte a su peculiar resonancia con Neptuno.
Si la órbita de Plutón es caótica, entonces técnicamente el sistema solar entero es caótico, porque cada cuerpo, incluso uno tan pequeño como Plutón, afecta a los otros hasta cierto punto a través de interacciones gravitacionales.

### Laskar #1
En 1989, Jacques Laskar del Bureau des Longitudes de París publicó los resultados de su integración numérica del sistema solar para los próximos 200 millones de años. En vez de las ecuaciones de los movimientos planetarios, utilizó ecuaciones de su comportamiento medio a lo largo de las trayectorias ideadas por Laplace. Su trabajo demostró que la órbita de la Tierra (así como las órbitas de todos los planetas interiores) son caóticas, y que un error tan pequeño como 15 metros al establecer la posición de partida de la Tierra, hace imposible pronosticar cual sería su posición exacta dentro de 100 millones de años.

### Laskar & Gastineau
Posteriormente, Jacques Laskar y su colega Mickaël Gastineau, efectuaron un nuevo análisis en 2009, realizando una aproximación más minuciosa simulando directamente 2500 escenarios futuros posibles. Cada uno de los 2500 casos contempla condiciones iniciales ligeramente diferentes: por ejemplo, la posición de Mercurio varía aproximadamente 1 metro entre un simulacro y el siguiente. En 20 casos, Mercurio se desplaza a una órbita peligrosa, y acaba colisionando con Venus o engullido por el Sol. Moviéndose en una trayectoria deformada, la gravedad de Mercurio probablemente afectaría a otros planetas, desplazándolos fuera de sus órbitas: en uno de los casos simulados, las perturbaciones enviaron a Marte con rumbo hacia la Tierra.